# Isuum
Dieser Artikel wurde wegen inhaltlicher Mängel auf der Qualitätssicherungsseite des Portals Geowissenschaften eingetragen. Dies geschieht, um die Qualität der Artikel im Themengebiet Geowissenschaften zu steigern. Bitte hilf mit, die Mängel zu beseitigen, oder beteilige dich an der Diskussion. (+)

Begründung: Die Darstellung der Abschnitte nimmt unzureichend Rücksicht darauf, dass alles nur ein Vorschlag ist.  ÅñŧóñŜûŝî (Ð) 17:59, 28. Jan. 2023 (CET)
Das Isuum soll gemäß einem bislang nicht umgesetzten Vorschlag zur Neugliederung des Präkambriums die zweite Periode innerhalb der Ära des Paläoarchaikums einnehmen. Es erstreckt sich über einen Zeitraum von 320 Millionen Jahren von 3810 bis 3490 Millionen Jahre.

## Etymologie
Der Name Isuum, Englisch Isuan oder Isuan period, ist vom Namen des Isua-Grünsteingürtels abgeleitet. Dieser Grünsteingürtel befindet sich an der Südwestküste Grönlands und gehört geologisch zum Nordatlantik-Kraton, genauer zum Isukasia-Terran. Er enthält die ältesten bekannten suprakrustalen Gesteine. Diese liegen als Metasedimente vor und enthalten die ersten, geochemisch erkennbaren Signaturen des Lebens.
In Inuktitut (Inuttut), der Sprache der Inuit, bedeutet Isua „Ende“ und Isuani „am Ende“.

## Neugliederung des Präkambriums
Eine Zielstellung der Internationalen Stratigraphischen Kommission ist die Ausdehnung des GSSP-Prinzips auf die Grenzen möglichst vieler Untereinheiten des Präkambriums. Die Einheitengrenzen sollen somit anhand von bedeutenden geologischen Markierungshorizonten statt – wie aktuell noch gehandhabt – durch ein absolutes geologisches Alter definiert werden. Die Untergrenze des Isuums muss aber in Ermangelung suprakrustaler Gesteinsserien notgedrungen chronometrisch festgelegt werden.

## Definition des Isuums

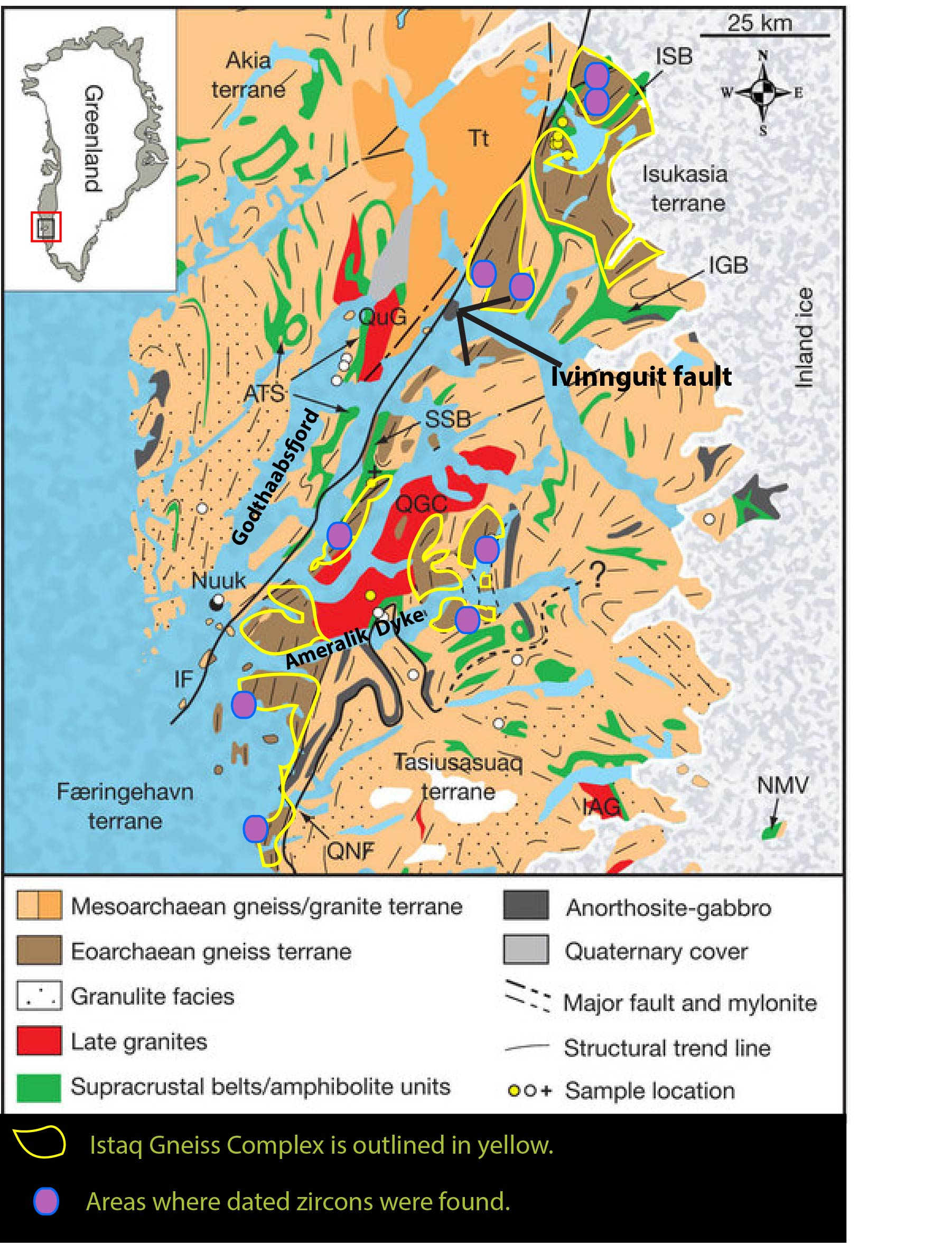
Geologische Karte der südwestlichen Küstenregion Grönlands; Isua-Grünsteingürtel (ISB) in grün, Itsaq-Gneis in braun und gelber Umrandung

Die Grenze des Isuums zur vorausgehenden ersten Periode des Paläoarchaikums, dem Acastum, wird chronometrisch auf 3810 Millionen Jahre vor heute festgelegt. Diese Zeitmarke entspricht dem Alter der ältesten bekannten suprakrustalen Gesteine. Die Obergrenze des Isuums zum nachfolgenden Vaalbarum (und damit die Paläoarchaikum-Mesoarchaikum-Grenze), kennzeichnet ein erster GSSP. Dieser befindet sich an der Basis der Dresser-Formation und der westaustralischen Warrawoona Group. Als Markierungshorizont dient das erstmalige Auftreten von Stromatolithen im Fossilbericht. Dieser Horizont wird auf ein Alter von 3490 Millionen Jahren datiert.

## Vorkommen von Gesteinen „isuischen“ Alters

### Itsaq-Gneiskomplex
Der 3000 Quadratkilometer große Itsaq-Gneiskomplex (abgekürzt IGC) in Südwestgrönland bildet eines der besser bekannten Terrane des Nordatlantik-Kratons, der von Ostkanada über Grönland bis nach Schottland reicht. Im IGC finden sich weltweit die flächenmäßig größten Ausbisse früharchaischer Gesteine. Sie werden von gebänderten tonalitischen Gneisen aufgebaut, deren Protolithen zwischen 3870 und 3620 Millionen Jahren eine juvenile sialische Kruste gebildet hatten. Während späterer orogener Ereignisse schmolz die juvenile Kruste unter Neubildung von Graniten. Als Einschlüsse und als tektonische Einschübe in den Bändergneisen fungiert eine diversifizierte Folge von mafischen, ultramafischen und felsischen Gesteinen. Unter ihren Protolithen konnten Metabasalte (von meist Inselbogen- oder MORB-Affinität), Lagenkomplexe aus Gabbros und Ultramafiten, seltene Späne abgereicherten Mantels, chemische Sedimentgesteine (darunter Bändererze) sowie seltene felsische Vulkanite und klastische Sedimente identifiziert werden. Gewöhnliche suprakrustale Gesteine sind im Isua-Gürtel örtlich gut erhalten, wesentlich hochgradigere, metamorphe Vertreter erscheinen jedoch auf der Insel Akilia als Akilia-Assoziation im Südabschnitt des IGC.
Neuere Untersuchungen konnten aufzeigen, dass der suprakrustale Isuagürtel und das ihn umgebende Granitterran aus zwei Krustensegmenten aufgebaut wird, welche tektonisch bedingt miteinander in Kontakt gerieten – darunter ein älteres Segment mit 3810 bis 3800 Millionen Jahre alten surakrustalen Gesteinen und ihren assoziierten Tonaliten sowie ein jüngeres, 3710 bis 3690 Millionen Jahre altes, ebenfalls suprakrustales Segment, das zwischen 3720 und 3690 Millionen Jahre von tonalitischen Gesteinen intrudiert worden war. Die beiden Krustensegmente waren durch Terranakkretion an einem konvergenten Kontinentalrand zwischen 3650 und 3550 Millionen Jahren miteinander in Kontakt geraten. Zwischen 2800 und 2700 Millionen Jahren verzahnten sie sich sodann im Verlauf einer erneuten Terranakkretion mit jüngeren Gesteinen. Die Kollisionsbewegungen dieser letzten Orogenese hatten den gesamten Nordatlantik-Kraton erfasst.

### Saglek-Block
Der an der Nordostküste Labradors gelegene, etwa 500 × 50 Kilometer große Saglek-Block ist in vieler Hinsicht dem Itsaq-Gneiskomplex geologisch sehr ähnlich. Auch er gehört zum Nordatlantik-Kraton und wurde nur durch die Öffnung der Labradorsee von Grönland abgetrennt. Seine TTG-Gneise können bis 3867 Millionen Jahre zurückverfolgt werden, möglicherweise sind sie auch etwas über 3900 Millionen Jahre alt. 
Während der 1400 Millionen Jahre anhaltenden Evolution des Saglek-Blocks können sechs herausragende, magmatische Ereignisse mit grosso modo felsischem Chemismus und vier Metamorphosen unterschieden werden. Das älteste magmatische Ereignis um 3850 Millionen Jahre wurde zum Iqaluk-Gneis metamorphosiert, um 3750 Millionen Jahren entstand sodann der Uivak I-Gneis (ein Bändergneis/Graugneis), um 3600 Millionen Jahre der Uivak II-Gneis (ein Augengneis), um 3330 Millionen Jahre der Iluilik-Gneis, um 3230 Millionen Jahre der Lister-Gneis und zwischen 2800 und 2700 Millionen Jahre bildeten sich schließlich die neoarchaischen Granitoide. Die Metamorphosen erfolgten um 3620, 2700, 2500 und 2200 Millionen Jahre.
Eingelagert in die Gneise finden sich Suprakrustalgesteine. Diese sind hauptsächlich aus dem Erdmantel abgeleitete Gesteine – mafische Metavulkanite und Ultramafite – sie führen untergeordnet aber auch chemische und klastische Metasedimente. Ihre beiden Einheiten – Nulliak-Suprakrustalgesteine und Upernavik-Suprakrustalgesteine – sind in ihrer Zusammensetzung recht ähnlich und können vorwiegend als tholeiitische Basaltströme interpretiert werden, welche jedoch gewisse differenzierende Abweichungen voneinander aufweisen. Die suprakrustalen Gesteine sind im Saglek-Block mehr oder weniger überall anzutreffen und nehmen im Vergleich zu den Orthogneisen zwischen 20 und 40 % der Gesamtoberfläche ein.

### Nuvvuagittuq-Grünsteingürtel

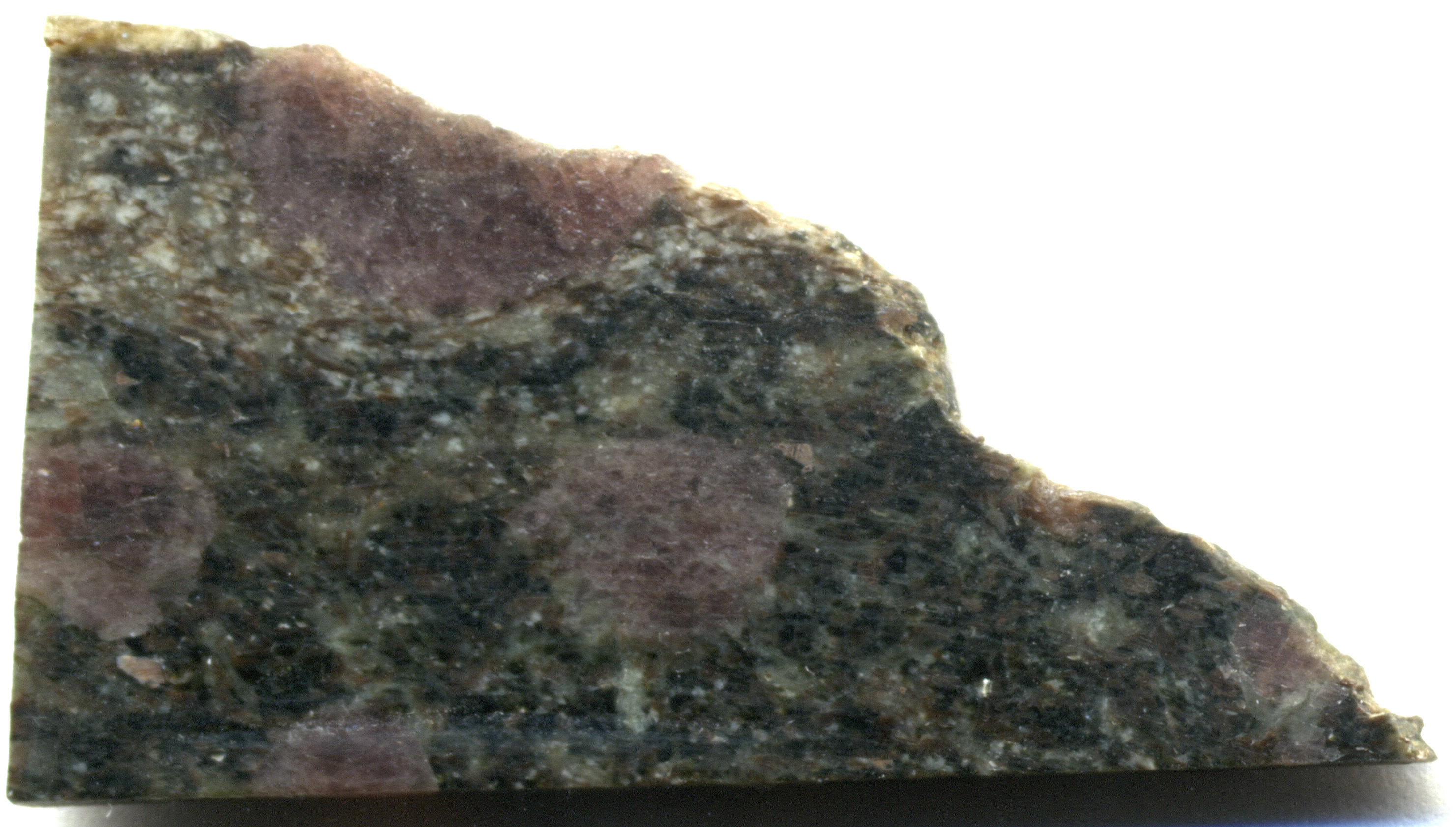
Granat-Paragneis des Nuvvuagittuq-Grünsteingürtels, möglicherweise bis 4280 Millionen Jahre alt

Der Nuvvuagittuq-Grünsteingürtel des Superior-Kratons im Norden Quebecs (Inukjuak-Terran der Ungava-Halbinsel) ist ebenfalls ein suprakrustaler Gürtel.
Sein Alter wird mittels der Uran-Blei-Methode in felsischen Schiefern auf 3817 ± 16 Millionen Jahre festgelegt. Umhüllende Tonalite haben 3661 ± 4 Millionen Jahre geliefert. An Neodym abgereicherte Mantelmodellalter von rund 3900 Millionen Jahren scheinen das generell früharchaische Alter des Gürtels zu bestätigen. Dennoch deuten Neodymdaten auf ein noch wesentlich höheres Alter von 4280 Millionen Jahren hin. Dieses enorm hohe Alter – was bereits von manchen als Indiz für das älteste Krustenfragment der Erde angesehen wird –  ist aber sehr wahrscheinlich wohl eher den Protolithen zuzuschreiben, aus welchen sich die Gürtelgesteine selbst erst abgeleitet hatten.
Der isoklinal verfaltete Gürtel enthält mehrheitlich mafische Amphibolite, die seltene felsische Schiefer, oxid- und quarzreiche Eisenformationen und möglicherweise auch Konglomerateinheiten sowie metamorphosierten Gabbro und ultramafische Lagergänge enthalten. Die beherrschende Lithologie ist ein heterogener (Quarz-Biotit-Plagioklas ± Anthophyllit ± Granat) Amphibolitgneis, der reich an Cummingtonit ist. Sein Protolith ist unsicheren Ursprungs. Mit einem hohen Gehalt an MgO (4 bis 16 Gewichtsprozent) sowie generell mäßigem SiO2 (40 bis 56 Gewichtsprozent) und FeOtot (7 bis 14 Gewichtsprozent) ergeben sich basaltische bis andesitische Zusammensetzungen, die eventuell auf einen Entstehungsort oberhalb einer Subduktionszone schließen lassen.

### Ukrainischer Schild
Am ältesten unter den Krustenblöcken des Ukrainischen Schildes ist die Podolische Domäne, die 3650 Millionen Jahre alte Granitoide bzw. TTG-Komplexe enthält und deren Provenanz wiederum sogar bis 3789 Millionen Jahre zurückreicht. Die Gesteine stellen somit die älteste Krustenformation Europas dar und sind älter als vergleichbare Vorkommen des Baltischen Schildes.
Die ältesten bisher bekannten Proben stammen aus Enderbiten (Hypersthen führende, tonalitische Charnockite) der Podolischen Domäne und aus Metasedimenten in zwei Grünsteingürteln der Asow-Domäne. So lieferten Zirkone des Enderbitgneises vom Kozachy Yahr-Steinbruch am Südlichen Bug (Piwdenny Buh) ein Alter von 3789 Millionen Jahren. Zirkone aus Metasedimenten des Soroki-Grünsteingürtels in der Asow-Domäne ergaben 3785 Millionen Jahre und aus dem Fedorivka-Grünsteingürtel 3712 Millionen Jahre.

### Baltischer Schild
Die ältesten Gesteine des Karelischen Kratons erreichen im Vodlozero-Terran ein Alter von 3540 Millionen Jahren. Hierbei handelt es sich um ehemalige kalkalkalische bis alkalische Vulkanite. Sie wurden später mehrfach und unterschiedlich metamorphosiert, unter anderem in Amphibolit- und Granulitfazies – beispielsweise um 2860 Millionen Jahre in Amphibolitfazies und um 2700 Millionen Jahre in Epidot-Amphibolitfazies.
Ein trondhjemitischer Gneis aus Siuru im Ranua-Terran des Pudasjarvi-Granulitgürtels besitzt 3500 Millionen Jahre alte Zirkone – wobei der älteste Zirkonkern sogar ein Alter von 3730 Millionen Jahren liefert.

### Aufschlüsse
- Antarktis:

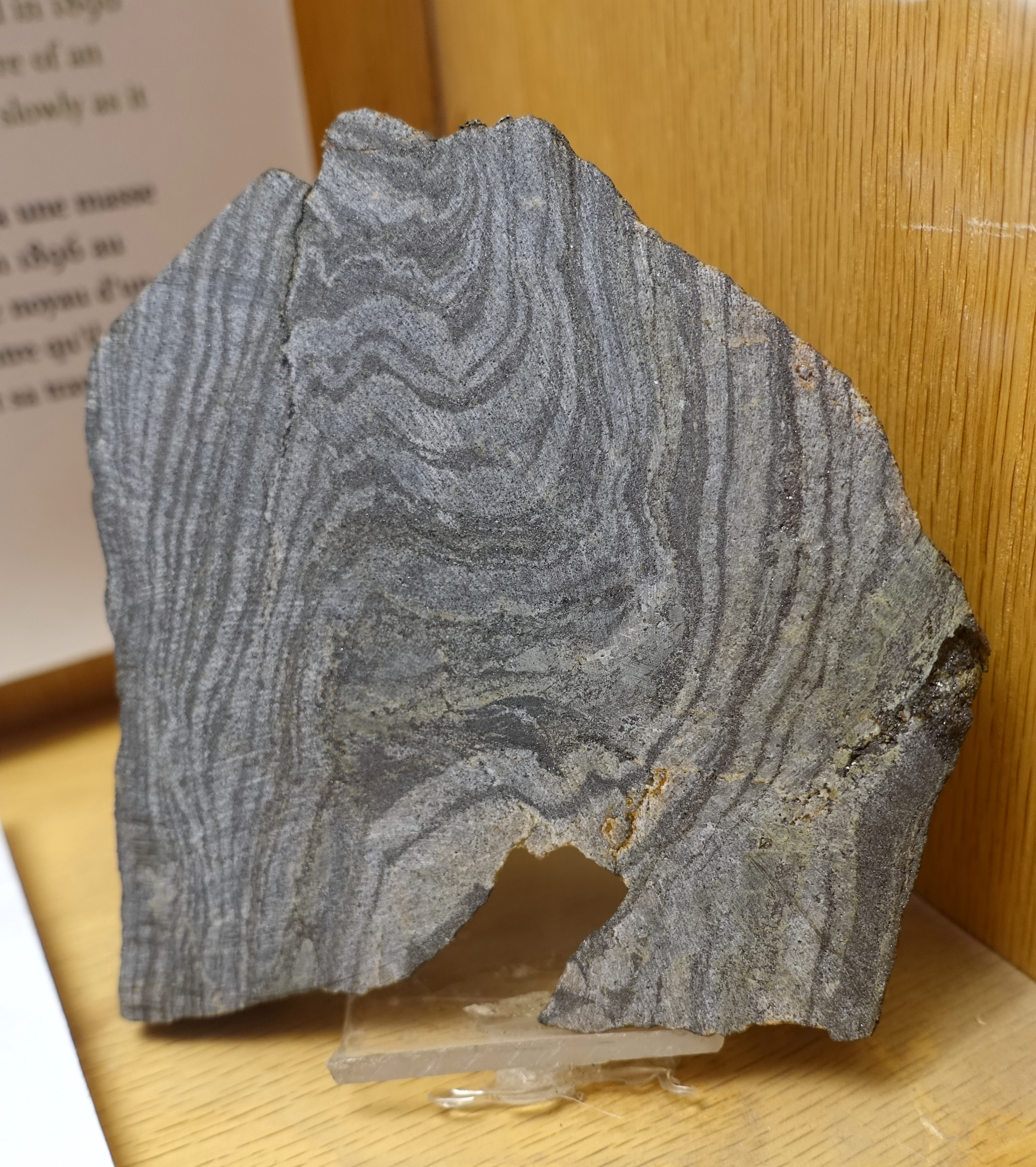
3800 Millionen Jahre altes Bändererz aus dem Nuvvuagittuq-Grünsteingürtel

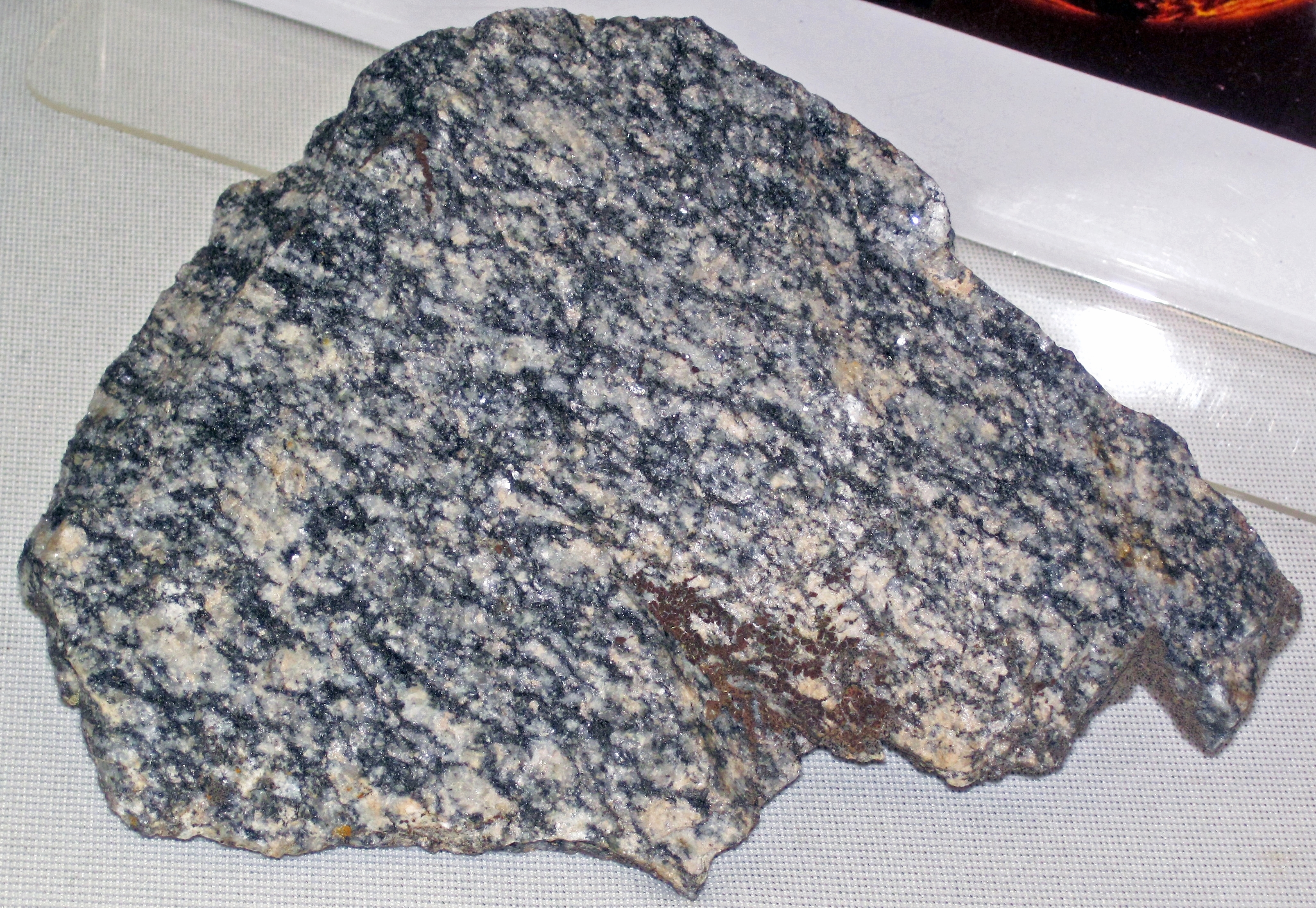
3560 Millionen Jahre alter Watersmeet-Gneis aus Nordwest-Michigan

  - Napier-Komplex – 3870 bis 3480 Millionen Jahre
    - Layered Gneissic Series – Ablagerung der suprakrustalen Abfolge zwischen 3800 und 3310 Millionen Jahre. Felsische Gneisprotolithen bis 3927 ± 10 Millionen Jahre.

  - Rayner-Komplex
    - Lagiger felsischer Orthogneis – um 3650 Millionen Jahre
- Australien:
  - Yilgarn-Kraton
    - Narryer-Gneis-Terran – 3730 bis 3450 Millionen Jahre alt
      - Meeberrie-Gneis – 3678 ± 6 Millionen Jahre
      - Manfred-Komplex – rund 3730 Millionen Jahre

    - Pilbara-Kraton
      - East-Pilbara-Terran
        - Pilbara Supergroup mit Warrawoona Group – 3525 bis 3426 Millionen Jahre alt
          - Coonterunah Subgroup – 3525 bis 3490 Millionen Jahre alt
            - Double-Bar-Formation
            - Coucal-Formation – 3515 bis 3498 Millionen Jahre alt
            - Table-Top-Formation
- Brasilien:
  - São-Francisco-Kraton
    - Gavião-Block
      - Graue und mafische Gneise – 3642 bis 3598 Millionen Jahre alt. Zirkone bis 3680 Millionen Jahre.[16]
- China:
  - Nordchinakraton
    - Anshan
      - Baijiafen-Komplex, Dongshan-Komplex und Shengousi-Komplex – ≥ 3800 Millionen Jahre sowie 3700 bis 3600 Millionen Jahre

    - Östliches Hebei
      - Fuchsitquarzit – 3855 bis 3555 Millionen Jahre

    - Xinyang
      - Felsische Granulitxenolithen in Vulkaniten – 3660 Millionen Jahre

  - Südchinakraton
    - Cathaysia-Block
      - Detritische Zirkone aus Metasedimenten – 3760 bis 3600 Millionen Jahre alt[17]
- Finnland und Russland – Baltischer Schild:
  - Karelischer Kraton – Pudasjarvi-Granulitgürtel
    - Ranua-Terran
      - Siurua-Trondhjemitgneis – 3500 Millionen Jahre, Zirkonkerne bis 3730 Millionen Jahre

    - Vodlozero-Terran – 3500 bis 3100 Millionen Jahre
      - Kalkalkalische und alkalische Vulkanite – 3540 Millionen Jahre
- Grönland – Nordatlantik-Kraton:
  - Isua-Grünsteingürtel des Isukasia-Terrans – 3810 bis 3700 Millionen Jahre alt
  - Akilia-Assoziation auf der Akilia-Insel – ca. 3850 Millionen Jahre alt (umstritten)
  - Itsaq-Gneiskomplex – 3870 bis 3620 Millionen Jahre alt
- Indien:
  - Bastar-Kraton
    - Sukma-Gneis  – 3509 ± 14 Millionen Jahre
    - Kapasi-Tonalit – 3561 ± 11 Millionen Jahre
    - Dali–Rajahara-Granit – 3582 ± 4 Millionen Jahre
    - Markampura-TTG-Gneis – um 3610 Millionen Jahre

  - Dharwar-Kraton
    - Gorur-Gneis – 3358 ± 66 Millionen Jahre. Detritische Zirkone gehen bis rund 3580 Millionen Jahre zurück.
- Nordamerika:
  - Labrador:
    - Saglek-Block mit mehreren TTG-Gneisgenerationen. Der Gneis Uivak I enthält als Inklusionen die suprakrustalen Vulkanite von Nulliak, die Nulliak-Suprakrustalgesteine (engl. Nulliak supracrustals). Der Block überdauerte von 3867 bis 2500 Millionen Jahre, älteste Datierungen werden mit rund 3900 Millionen Jahre angegeben.

  - Nordquebec:
    - Nuvvuagittuq-Grünsteingürtel des Superior-Kratons (Inukjuak-Terran der Ungava-Halbinsel) – 3780 bis 3750 Millionen Jahre alt[18]

  - Vereinigte Staaten von Amerika – Superior-Kraton
    - Watersmeet Gneiss Dome im Norden Michigans – 3560 Millionen Jahre
    - Morton-Gneis im Südwesten Minnesotas – 3524 ± 9 Millionen Jahre
- Südafrika:
  - Kaapvaal-Kraton
    - Swasiland-Supergruppe
      - Onverwacht-Gruppe – 3547 bis 3260 Millionen Jahre alt
        - Tjakastad-Untergruppe – 3548 bis 3472 Millionen Jahre alt
          - Theespruit-Formation – 3548 bis 3538 Millionen Jahre alt
          - Sandspruit-Formation – 3540 bis 3521 Millionen Jahre alt
- Ukraine:
  - Asow-Domäne – bis 3785 Millionen Jahre
  - Podolische Domäne – 3650 bis 2750 Millionen Jahre
- Westafrika-Kraton:
  - Leo-Rücken – Guinea
    - Guélémata-Orthogneis – 3542 bis 3535 Millionen Jahre[19]